# All-Star Game da NBA de 2010

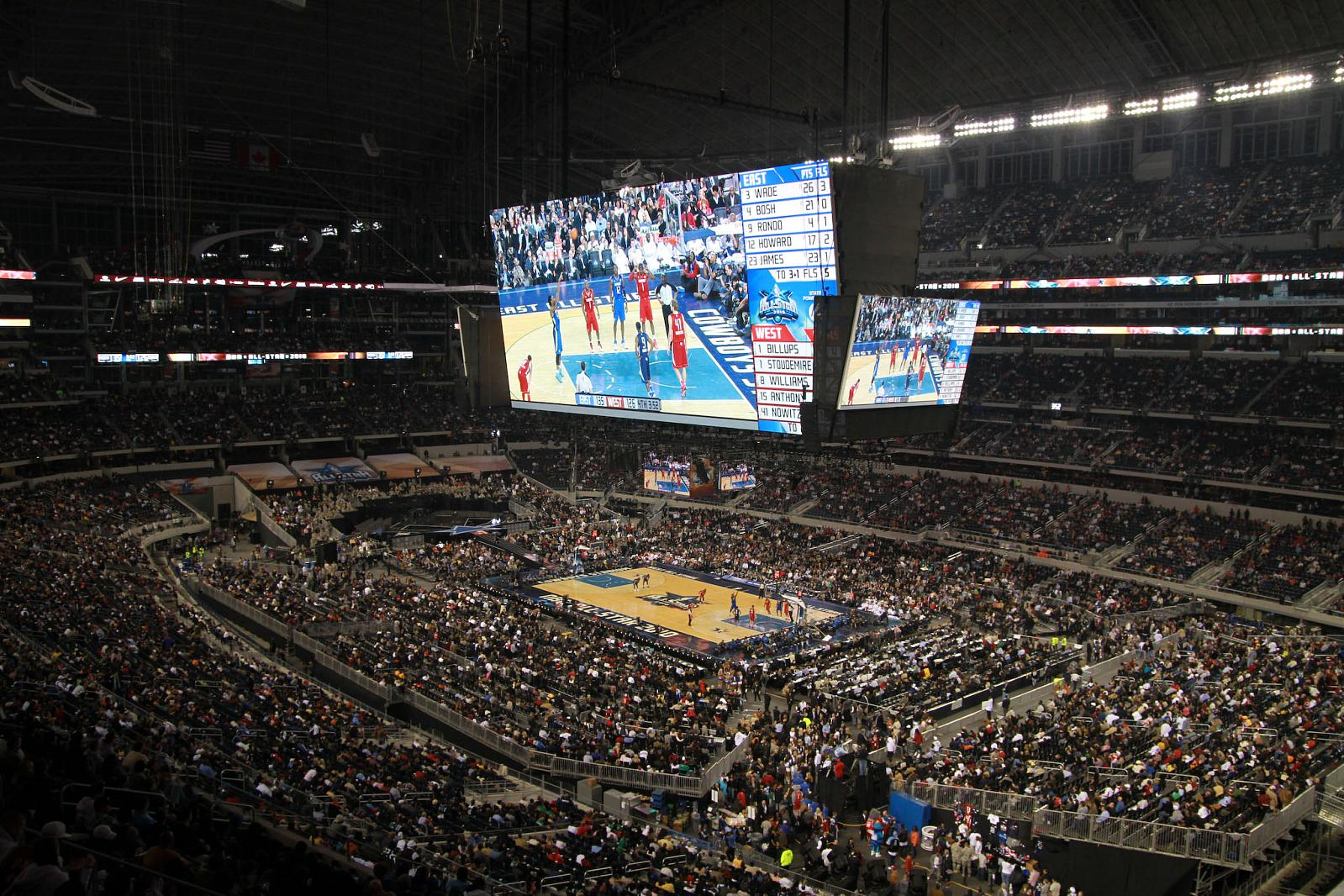
Cowboys Stadium, em Arlington, no Texas, sediou o evento.

O NBA All-Star Game de 2010 foi um evento de basquetebol que aconteceu no ano de 2010 na cidade de Arlington no Texas, o evento em Dallas reuniu através de uma votação na internet, os 120 melhores jogadores da National Basketball Association (NBA) sendo que seriam 120 de cada conferência, pelo Leste do país norte americano, foram escolhidos por votação os armadores Dwyane Wade do Miami Heat, Allen Iverson do Philadelphia 76ers, LeBron James do Cleveland Cavaliers, Kevin Garnett do Boston Celtics e no pivo, Dwight Howard do Orlando Magic, enquanto no lado Oeste, tivemos Kobe Bryant do Los Angeles Lakers, Amar'e Stoudemire e Steve Nash do Phoenix Suns, Carmelo Anthony do Denver Nuggets e Tim Duncan do San Antonio Spurs. A votação para formar o quinteto inicial foi bem equilibrada e LeBron James do Cavaliers foi o mais votado com cerca de dois milhoes e quinhentos mil votos. Durante essa votação, também tivemos jogadores de nacionalidade brasileira, Leandrinho do Phoenix Suns, Anderson Varejão do Cleveland Cavaliers e Nene do Denver Nuggets, mas infelizmente, nenhum jogador teve participação no evento.

## Duelo de calouros
O duelo de calouros aconteceu no dia 12 de Fevereiro de 2010 em uma partida entre os calouros de 2009-2010 contra os calouros de 2008-2009. Pelo lado novato, tinha-se Brandon Jennings do Milwaukee Bucks que fez história ao fazer 55 pontos em um jogo como profissional e Tyreke Evans do Sacramento Kings que era favorito ao premio de MVP. Do lado dos secundários, Derrick Rose do Chicago Bulls que estava escalado, mas decidiu não jogar, pois estava selecionado para o banco do All-Star Game no Cowboys Stadium, mas os secundários possuíam Michael Beasley do Miami Heat. Na partida que foi realizada no American Airlines Center, vitória dos calouros sobre os secundários por parciais de 140 a 128, Russell Westbrook do Oklahoma City Thunder, fez 40 pontos enquanto Michael Beasley pegou sete rebotes. Pelo lado que venceu, os calouros, Tyreke Evans fez 26 pontos e foi o jogador da partida recebendo o troféu de melhor revelação do torneio, Brandon Jennings do Milwaukee Bucks apareceu bem com pontos excelentes e oito assistências.
Secundários
| Posição | Nome              | Time                   |
| ------- | ----------------- | ---------------------- |
| Ala     | Michael Beasley   | Miami Heat             |
| Armador | O.J. Mayo         | Memphis Grizzlies      |
| Pivô    | Marc Gasol        | Memphis Grizzlies      |
| Ala     | Danilo Gallinari  | New York Knicks        |
| Armador | Eric Gordon       | Los Angeles Clippers   |
| Pivô    | Brook Lopez       | New Jersey Nets        |
| Ala     | Kevin Love        | Minnesota Timberwolves |
| Armador | Anthony Morrow    | Golden State Warriors  |
| Armador | Russell Westbrook | Oklahoma City Thunder  |

## Campeonato de três pontos
O torneio de três pontos foi disputado entre Paul Pierce do Boston Celtics, Stephen Curry do Golden State Warriors, Chauncey Billups do Denver Nuggets, Daequan Cook do Miami Heat, Channing Frye do Phoenix Suns e Danilo Gallinari do New York Knicks. Depois do primeiro round mais disputado, os três que mais acertaram foram Pierce, Curry e Billups e assim deixando o título de três pontos para um deles. Pierce venceu com 18 bolas de três pontos contra 17 de Curry e apenas 14 de Billups. Ao Comemorar a conquista, Pierce fez o grito de guerra dos Celtics com Kevin Garnett que estava na arquibancada torcendo pelo amigo.

## Campeonato de enterradas
O torneio de enterradas foi disputado entre o baixinho de 1,75 m, Nate Robinson do New York Knicks, DeMar DeRozan do Toronto Raptors, Gerald Wallace do Charlotte Bobcats e Shannon Brown do Los Angeles Lakers. Em mais um torneio disputado no ano, Nate Robinson convocou o amigo e pivô do Orlando Magic, Dwight Howard para fazer a apresentação que sagrou seu título de vencedor do torneio, após convocar Howard para ficar de baixo da cesta, Nate Robinson combinou em pular em cima de Howard e ainda fazer a cesta, o que levou muitos a loucura, Robinson ganhou seu terceiro campeonato de enterradas com apenas 26 anos.

## Jogo das estrelas
No dia 14 de Fevereiro de 2010, 108.713 pessoas lotaram a arena do Dallas Cowboys para ver o maior evento do basquetebol norte americano entre a Conferência Leste de LeBron James e a Conferência Oeste, que não tinha Kobe Bryant, já que seu dedo estava machucado. Em um jogo muito disputado, Leste venceu Oeste por apenas dois pontos com 141 pontos contra 139 do Oeste. Ao terminar o jogo, foi feita uma votação do melhor jogador da partida, que ficou com o armador do Miami Heat Dwyane Wade, com LeBron James em segundo lugar. Wade teve 28 pontos dentro de quadra e 11 rebotes se tornando o MVP. Pelo lado Oeste, Carmelo Anthony do Denver Nuggets foi o cestinha com 27 pontos e 10 rebotes, Nash dominou fazendo 11 assistências em pouco tempo jogado.

### Jogadores selecionados
| Titulares PG - ***Allen Iverson, Philadelphia 76ers SG - Dwyane Wade, Miami Heat SF - LeBron James, Cleveland Cavaliers PF - Kevin Garnett, Boston Celtics C - Dwight Howard, Orlando Magic Reservas PG - Derrick Rose, Chicago Bulls PG - Rajon Rondo, Boston Celtics SG - Joe Johnson, Atlanta Hawks SF - Paul Pierce, Boston Celtics SF - Gerald Wallace, Charlotte Bobcats PF - Chris Bosh, Toronto Raptors C - Al Horford, Atlanta Hawks C - David Lee, New York Knicks | Titulares PG - Steve Nash, Phoenix Suns SG - ***Kobe Bryant, Los Angeles Lakers SF - Carmelo Anthony, Denver Nuggets PF - - Tim Duncan, San Antonio Spurs C - Amar'e Stoudemire, Phoenix Suns Reservas PG - *Chris Paul, New Orleans Hornets PG - Chauncey Billups, Denver Nuggets PG - Deron Williams, Utah Jazz PG - Jason Kidd, Dallas Mavericks SG - **Brandon Roy, Portland Trail Blazers SF - Kevin Durant, Oklahoma City Thunder PF - Dirk Nowitzki, Dallas Mavericks PF - Pau Gasol, Los Angeles Lakers PF - Zach Randolph, Memphis Grizzlies C - Chris Kaman, Los Angeles Clippers |